# Le Storie
Le Storie es una serie de historietas de la casa italiana Sergio Bonelli Editore.
A diferencia de las otras series de la Bonelli, se trata de historietas autoconclusivas con personajes cada vez diferentes. También los géneros son diversos, abarcando la historieta de aventuras, la fantástica, la de ciencia ficción, la Oesteada, la de terror, la bélica, la policíaca y las más diversas ambientaciones históricas y geográficas.
La periodicidad es mensual y el formato es el clásico "bonelliano" (16x21 cm). El primer álbum, Il boia di Parigi, salió a los quioscos en octubre de 2012. Desde el verano de 2014 fue estrenado el primer especial anual en colores, titulado Uccidete Caravaggio!. Desde 2015 empezó una colaboración entre la editorial Bonelli y BAO Publishing para editar Le Storie en tapa dura y en dimensiones mayores, la mayoría de las veces en colores.